# Sander Baart

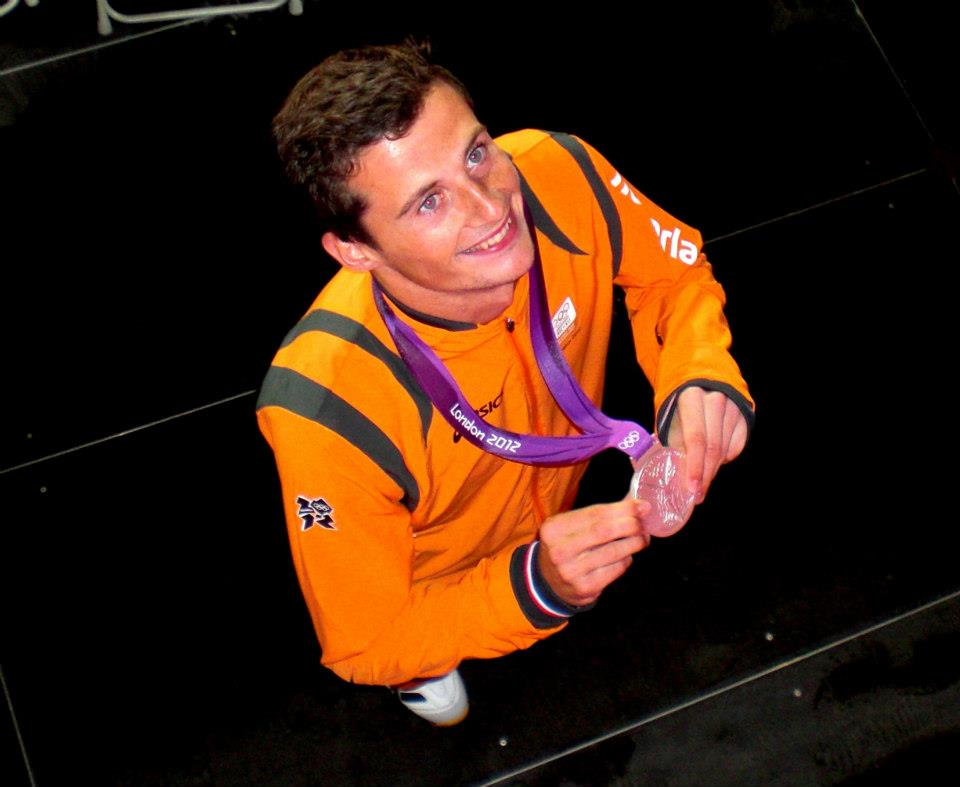
Sander Baart mit der olympischen Silbermedaille 2012

Alexander „Sander“ German Baart (* 30. April 1988 in Edegem, Belgien) ist ein niederländischer Hockeyspieler, der bei den Olympischen Spielen 2012 die Silbermedaille gewann. 2014 und 2018 war er mit der niederländischen Nationalmannschaft Weltmeisterschaftszweiter. Bei Europameisterschaften gewann er zweimal Gold und zweimal Bronze.

## Sportliche Karriere
Der 1,78 m große Verteidiger Sander Baart spielte von 2007 bis 2021 in der Nationalmannschaft. In 193 Länderspielen erzielte er sechs Tore.
Baart bestritt 2007 und 2008 jeweils ein Länderspiel. 2010 und 2011 kam er zu mehr Einsätzen, war aber bei den internationalen Meisterschaften noch nicht dabei. Bei den Olympischen Spielen 2012 in London gewannen die Niederländer ihre Vorrundengruppe vor der deutschen Mannschaft, die sie im Vorrundenspiel mit 3:1 bezwangen. Im Halbfinale besiegten sie die Briten mit 9:2. Im Finale trafen die Niederländer wieder auf die deutschen Herren und unterlagen diesmal mit 1:2. Baart wurde in allen sieben Spielen eingesetzt.
2013 bei der Europameisterschaft in Boom unterlagen die Niederländer im Halbfinale der deutschen Mannschaft, das Spiel um Bronze gewannen sie gegen die Engländer. 2014 waren die Niederlande Gastgeber der Weltmeisterschaft in Den Haag. Die Niederländer gewannen ihre Vorrundengruppe, wobei Baart im Vorrundenspiel gegen Südafrika eins seiner wenigen Länderspieltore erzielte. Im Halbfinale besiegten die Niederländer das englische Team 1:0. Im Finale unterlagen sie den Australiern mit 1:6. 2015 bei der Europameisterschaft in London siegten die Niederländer im Finale mit 6:1 gegen die deutsche Mannschaft. 2016 bei den Olympischen Spielen in Rio de Janeiro belegten die Niederländer in der Vorrunde den zweiten Platz hinter der deutschen Mannschaft aber vor den Argentiniern. Im Viertelfinale bezwangen sie die australische Mannschaft mit 4:0, unterlagen dann aber im Halbfinale den Belgiern mit 1:3. Im Spiel um Bronze verloren die Niederländer gegen die Deutschen im Penalty-Schießen. Baart wirkte in allen acht Spielen mit.
2017 waren die Niederlande in Amstelveen Gastgeber der Europameisterschaft. Nach dem ersten Platz in der Vorrunde und einem 3:1 über die englischen Herren im Halbfinale gewannen die Niederländer das Finale gegen die Belgier mit 4:2. Bei der Weltmeisterschaft 2018 in Bhubaneswar waren die Niederlande in der Vorrunde Zweite hinter den Deutschen. Mit Siegen über Kanada und Indien erreichten die Niederländer das Halbfinale, das sie im Penalty-Schießen gegen die australische Mannschaft gewannen. Im Finale trafen dann wie bei der Europameisterschaft 2017 die Niederlande und Belgien aufeinander, die Belgier gewannen das Spiel im Penalty-Schießen. Im Jahr darauf bei der Europameisterschaft in Antwerpen unterlagen die Niederländer im Halbfinale der spanischen Mannschaft mit 3:4. Das Spiel um den dritten Platz gewannen sie 4:0 gegen die deutsche Mannschaft. Nach der Zwangspause während der COVID-19-Pandemie kam Baart nur noch zu einem Länderspieleinsatz im März 2021.
Baart begann seine Karriere in Belgien bei Royal Antwerpen, mit denen er 2007 belgischer Meister wurde. Danach spielte er zehn Jahre für Oranje Zwart in Eindhoven, hier gewann er drei Meistertitel und einmal die Euro Hockey League.